# Florian Hartherz
Florian Hartherz (Offenbach am Main, 23 maggio 1993) è un calciatore tedesco, difensore del Miedź Legnica.

## Carriera
Nella stagione 2011-2012 ha giocato 10 partite in Bundesliga con il Werder Brema.

## Palmarès

### Club

#### Competizioni nazionali
- Campionato tedesco di seconda divisione: 1

Arminia Bielefeld: 2019-2020